# Isabella (Oklahoma)
Isabella es un lugar designado por el censo ubicado en el condado de Major en el estado estadounidense de Oklahoma. En el Censo de 2010 tenía una población de 136 habitantes y una densidad poblacional de 28,31 personas por km².

## Geografía
Isabella se encuentra ubicado en las coordenadas 36°14′20″N 98°19′35″O / 36.23889, -98.32639. Según la Oficina del Censo de los Estados Unidos, Isabella tiene una superficie total de 7.73 km², de la cual 7.73 km² corresponden a tierra firme y (0.03%) 0 km² es agua.

## Demografía
Según el censo de 2010, había 136 personas residiendo en Isabella. La densidad de población era de 28,31 hab./km². De los 136 habitantes, Isabella estaba compuesto por el 88.97% blancos, el 0% eran afroamericanos, el 2.94% eran amerindios, el 0% eran asiáticos, el 0% eran isleños del Pacífico, el 5.15% eran de otras razas y el 2.94% pertenecían a dos o más razas. Del total de la población el 9.56% eran hispanos o latinos de cualquier raza.